# De Avondploeg
De Avondploeg was een radioprogramma op de Nederlandse zender Radio 538 dat werd gepresenteerd door Daniël Lippens en Ivo van Breukelen. Het programma werd uitgezonden van maandag t/m donderdag tussen 21.00 en 00.00 uur. 4 september 2017 was de laatste uitzending van het duo in de avond.

## Format
Het programma bestaat uit een aantal diverse onderdelen. Zo werd aan het begin van de uitzending het nieuws van de dag besproken en kunnen luisteraars reageren op een stelling. Regelmatig was er ook een gast of zijn gasten aanwezig in de studio, meestal was dit een rapper of een dj. Deze treden dan op of geven een dj-set in de studio.
Op dinsdag werd het laatste gamenieuws besproken in samenwerking met IGN Benelux en op donderdag werd er een overzicht gegeven van dancefeesten die het aankomende weekend werden gehouden. Ook kunnen luisteraars een verzoekplaat aanvragen waar zij een seksuele herinnering aan hebben, soms afgewisseld met een verzoekplaat voor een hardstyle- of hardcoreplaat. Daarnaast werden er gedurende het programma verschillende spelletjes gespeeld waarbij er diverse prijzen vallen te winnen.

## Radio 538
Op 19 december 2013 werd bekendgemaakt dat De Avondploeg vanaf 6 januari 2014 zou gaan verhuizen van Slam!FM naar Radio 538. Het nieuwe tijdslot was van maandag t/m donderdag tussen 21.00 en 00.00 uur. Voorheen was het programma van maandag t/m donderdag tussen 19.00 en 00.00 uur. Daarnaast werd De Avondploeg ook uitgezonden op TV 538. Hierin werden de studiobeelden vertoond tijdens de uitzending, maar wanneer er muziekplaten werd gedraaid, konden er (mogelijk) videoclips werden vertoond. Ondertussen door de nieuwe 538 Visuals werden studiobeelden, videoclips en reclame met elkaar afgewisseld. Dit was actief sinds 2 juni 2014 op Radio 538.
Vanaf 28 augustus 2017 nam Ivo de Trending Tracks over van Martijn Biemans, die naar Q-Music ging. Dat was de grootste reden waarom De Avondploeg ten einde kwam. Vanaf oktober 2017 was het officiële begin van de nieuwe programmering in de avond op 538. Ivo presenteert (wat hij overigens al eventjes deed) sindsdien de Trending Tracks en Daniël presenteert sindsdien een nieuw programma van 21.00 uur tot 00.00 uur.